# Volker Stocké
Volker Stocké (* 26. Juni 1966 in Frankenthal; † 22. August 2017 in Kassel) war ein deutscher Soziologe und Hochschullehrer.

## Leben
Stocké studierte ab 1987 Soziologie, Politische Wissenschaften, Wissenschaftslehre und Öffentliches Recht an der Universität Mannheim. 1994 erwarb er in Mannheim das Diplom in Soziologie. Anschließend arbeitete er als wissenschaftlicher Mitarbeiter zunächst von Franz Urban Pappi, ab 1995 von Hartmut Esser an deren jeweiligen Mannheimer Lehrstuhl. 2001 promovierte Stocké unter Betreuung Essers  mit einer Arbeit über Framing, die mit dem Lorenz-von-Stein-Preis der Lorenz-von-Stein-Gesellschaft ausgezeichnet wurde, zum Dr. phil. Unter Esser war er zudem als Mitarbeiter an diversen Forschungsprojekten tätig. Ab 2003 war Stocké als Hochschulassistent an der Universität Mannheim tätig, bis er im Mai 2009 sein Habilitationsverfahren abschloss und die Venia legendi für das Fach Soziologie erhielt.
2009 wurde er auf die Professur für Soziologie mit dem Schwerpunkt längsschnittliche Bildungsforschung an der Universität Bamberg berufen. Diesen Lehrstuhl hatte er inne, bis er im März 2012 an die Universität Kassel auf den Lehrstuhl für Methoden der Empirischen Sozialforschung wechselte, den er bis zu seinem Tod innehatte. Ab April 2012 war er zudem Direktoriumsmitglied des International Centre for Higher Education Research und ab Oktober 2014 Gründungsmitglied und geschäftsführender Direktor des Kompetenzzentrums empirischer Forschungsmethoden der Universität Kassel.

## Werke (Auswahl)
- Framing und Rationalität. Die Bedeutung der Informationsdarstellung für das Entscheidungsverhalten. Oldenbourg Wissenschaftsverlag, München 2002, ISBN 978-3-486-56646-8 (Dissertation).
- Herkunftsstatus und Sekundarschulwahl: die relative Bedeutung primärer und sekundärer Effekte. Campus Verlag, Frankfurt 2008, ISBN 978-3-593-38440-5.